# Brian Schatz
Brian Emanuel Schatz (* 20. října 1972, Ann Arbor, Michigan) je americký politik. Od roku 2012 je demokratickým senátorem USA za stát Havaj. Schatz byl jmenován do Senátu Spojených států guvernérem Neilem Abercrombie po smrti Daniela Inouye. V roce 2014 vyhrál mimořádné volby, aby dokončil zbývající část Inouyeova senátního období a v roce 2016 byl znovu zvolen na celé šestileté období. V roce 2022 mandát obhájil, když ve volbách porazil republikánského kandidáta Boba McDermotta.
Pochází ze židovské rodiny, na Havaji žije od dvou let. Je absolventem Pomona College v Claremontu, před vstupem do politiky byl výkonným ředitelem dobročinné organizace Helping Hands Hawaii. Je ženatý a má dvě děti. V letech 2012 až 2013 byl nejmladším senátorem. Od února 2021 předsedá senátnímu výboru pro indiánské záležitosti. Podporuje právo na potrat a stejnopohlavní manželství, vyslovil se také pro zákon Obamacare a patří mezi senátory k hlavním zastáncům opatření proti změnám klimatu.